# スター (レコードレーベル)
株式会社スター（英: STAR inc.）は、日本のアーティスト・タレント・俳優・女優・声優・モデルのマネジメントや新人開発、音楽・映像コンテンツの企画制作・発売、番組制作、フェス・舞台公演主催などをホールディングス全体で行う、総合エンターテインメント企業である。
音楽スタジオの運営も手がけている。ユニバーサルミュージック と提携したメジャーレーベルを持ち、ものまねメイクファンタジスタ「ざわちん」のCDリリース、『春香クリスティーン』『たんぽぽ』『椿鬼奴』などとジャケットコラボレーションしたCDのリリース、東京ボーイズコレクションとのイベントコラボや、テレビ東京系「ムシキング」アニメ「ちょこッとSister」などを担当したアーティストも輩出する。
2015年には、イオンとコラボレーションしたダンスイベントを開催した。
女優×音楽アーティスト、モデル×タレントといった複合型タレントの輩出に力を入れている。

## 所属俳優・タレント
2020年1月15日時点
- 西葉瑞希（元きゅい〜ん'ズ）
- 笠原織人 / ORITO（元STARBOYS）
- 龍人
- 都築麗
- 橘祐里（きゅい〜ん'ズ）
- SOH（元STARBOYS）
- 山本華弥